# Градина (Цазин)
Градина је насељено место у Босни и Херцеговини у граду Цазину. Административно припада Федерацији Босне и Херцеговине, односно њеном Унско-санском кантону. Према попису становништва из 2013. у насељу је било 401 становника, а већинску популацију чинили су Бошњаци.

## Становништво
По последњем службеном попису становништва из 2013. године у овом насељу живело је 401 становника, а село је било етнички хомогено са већинском бошњачком популацијом.
| Националност | 2013. | 1991.        | 1981.        | 1971.        |
| Бошњаци      | —     | 295 (97,68%) | 277 (97,54%) | 165 (78,57%) |
| Хрвати       | —     | 1 (0,33%)    | 0            | 0            |
| Срби         | —     | 5 (1,66%)    | 7 (2,46%)    | 44 (20,95%)  |
| остали       | —     | 1 (0,33%)    | 0            | 0            |
| Укупно       | 401   | 302          | 284          | 210          |